# Sparkassenhaus de Dresde
 (août 2020).

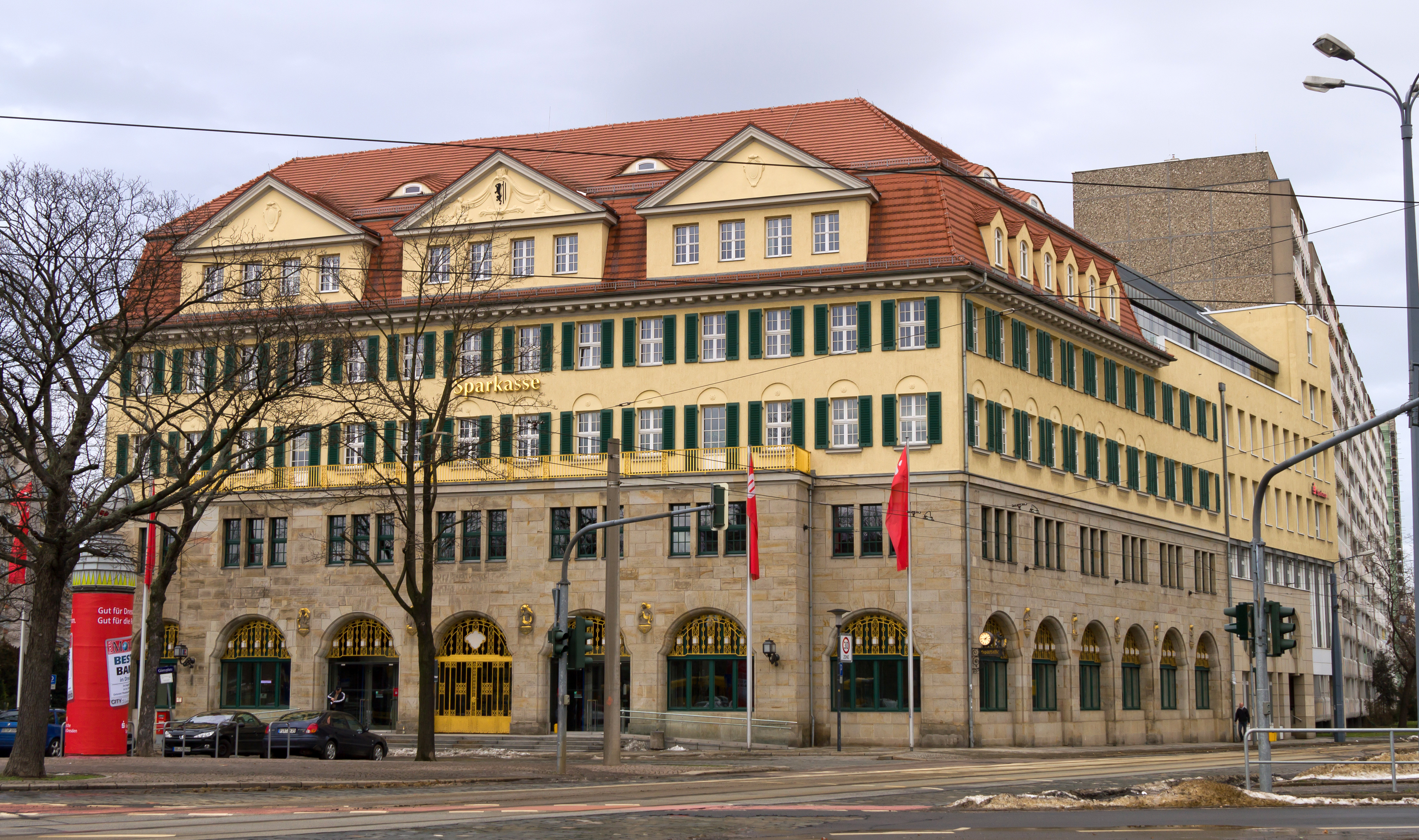
Sparkassenhaus sur la Güntzplatz; la construction en béton en arrière-plan sur la Gerokstrasse a été démolie en 2013.

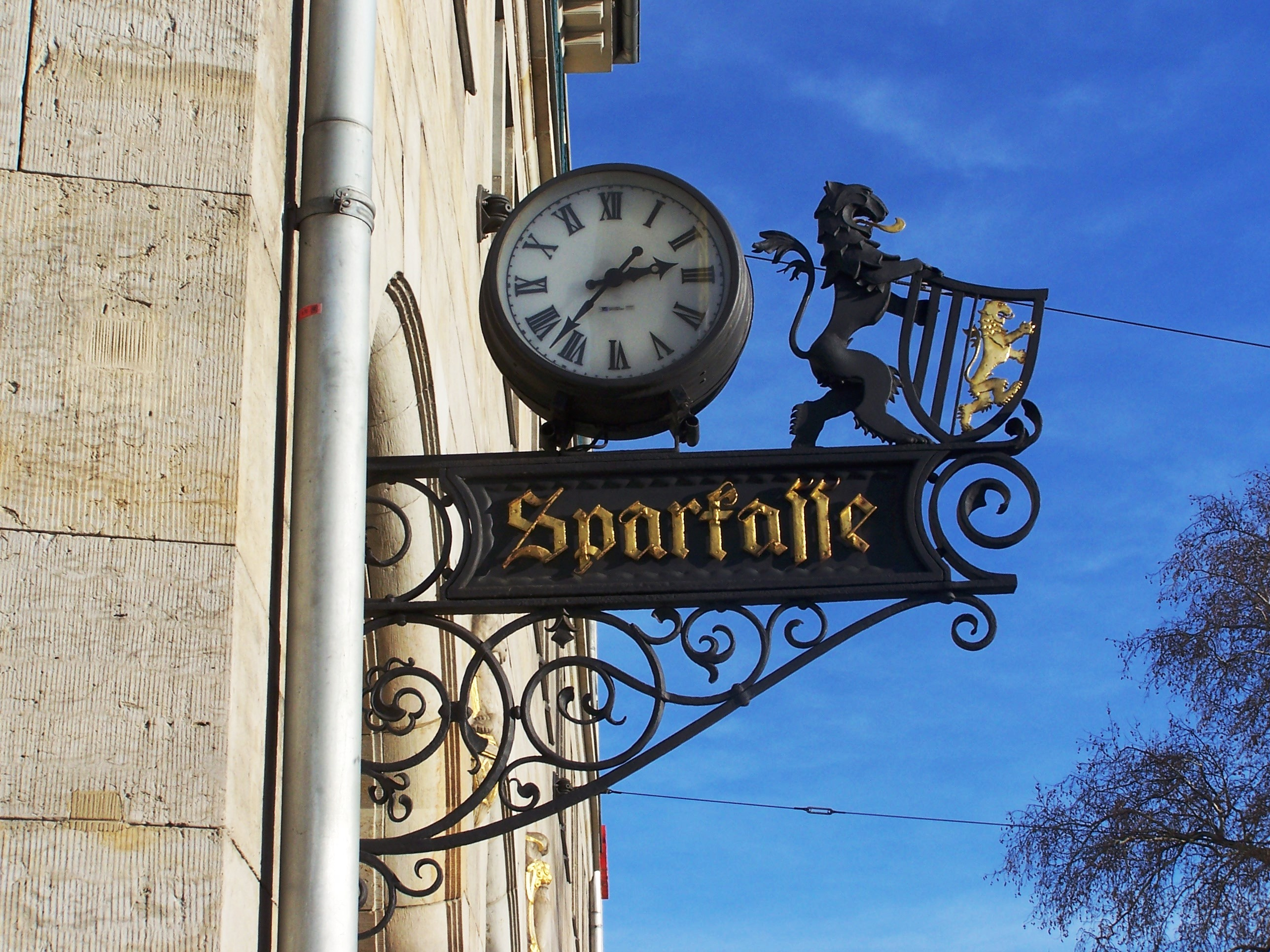
Détail

Le Sparkassenhaus Dresden est un bâtiment classé à Dresde qui servait auparavant de maison de ville (Stadthaus Johannstadt). 

## Description
Le bâtiment de la Güntzplatz a été construit par Hans Erlwein et ouvert le 3 juillet 1914. Il abritait des entreprises telles qu'un café, une pâtisserie, une succursale de la laiterie de Pfund et des autorités telles que le bureau des impôts de la ville, le bureau des assurances et le bureau de la protection sociale ainsi que le bureau d'entretien routier. 
L'un des plus anciens panneaux publicitaires conservés à Dresde se dresse devant la maison depuis 1927. 
Après sa destruction lors des raids aériens sur Dresde pendant la Seconde Guerre mondiale, il ne reste que la façade néo-baroque, derrière laquelle se trouvent un intérieur moderne de 1997 et un atrium. 
Le bâtiment est l'un des nombreux bâtiments publics érigés autour de la Güntzplatz au XIXe siècle. Aujourd'hui, c'est le siège de l'Ostsächsische Sparkasse Dresden.

## Littérature
- Georg Dehio: Manuel des monuments d'art allemands, Dresde . Deutscher Kunstverlag 2005, p. 102.
- Gilbert Lupfer (éd.): Guide d' architecture de Dresde . Dietrich Reimer Verlag, Berlin 1997, p. 57.
- Elke Nadler, Dirk Schumann: